# Serwoniec (Bączal Górny)
Serwoniec – część wsi Bączal Górny w Polsce, położona w województwie podkarpackim, w powiecie jasielskim, w gminie Skołyszyn.
W latach 1975–1998 Serwoniec administracyjnie należał do województwa krośnieńskiego.
Miejsce urodzenia Sługi Bożego ks. Stanisława Kołodzieja - męczennika za wiarę okresu II wojny światowej.
Przynależy do parafii św. Mikołaja i Imienia Maryi w Bączalu Dolnym.